# Semagacestat
Semagacestat je kandidat leka za terapiju protiv Alchajmerove bolesti. Ovaj kandidat je od 2008. godine u Fazi III kliničkog testiranja u okviru studije pod imenom IDENTITET, koja uključuje 1500 pacijenata iz 22 zemlje. Testiranje izvode kompanije Ilaj Lili end kompani i Elan (USA).

## Mehanizam akcije
β-amiloid je peptid sa 39 do 43 amino kiselina. Izoforme sa 40 i 42 amino kiseline (Aβ40/42) su glavni konstituenti amiloidnog plaka u moždanoj masi ljudi ugroženih Alchajmerovom bolešću. β-amiloid se formira proteolizom amiloid prekurzor proteina (APP). Istraživanjem na laboratorijskim pacovima se došlo do zaključka da je rastvorljivi oblik ovog peptida mogući uzročnik razvoja Alchajmerove bolesti.
Semagacestat blokira enzim γ-sekretazu, koji je (zajedno sa β-sekretazom) odgovoran za APP proteolizu.

## Otvorena pitanja
- Studije faza I i II su demonstrirale smanjenje koncentracije Aβ40/42 u krvnoj plazmi tri sata nakon doziranja semagacestata, ali 300% povećanje 15 časova nakon doziranja. Smanjenje koncentracije nije utvrđeno u cerebrospinalnoj tečnosti. Iz toj razloga, studije faze III se sprovode sa znatno većim dozama.[10]
- γ-sekretaza ima druge supstrate, na primer Notch receptor. Nije poznato dali to može da prouzrokuje dugoročne nepoželjne efekte.[10]
- U nedavnim studijama ustanovljeno je da je jedna eksperimentalna vakcina odstranila amiloidne plakove kod pacijenata, ali da to nije imalo značajnog efekata na demenciju, što dovodi u sumnju korisnost postupka snižavanja β-amiloidnog nivoa.[11]

## Literatura
- Schubert-Zsilavecz, M, Wurglics, M (2008/2009). Neue Arzneimittel.

## Spoljašnje veze
- Datoteka bolesti
- Inhibitor γ-sekretaze za Alchajmerovu bolest Архивирано на веб-сајту  (4. април 2013)

|  | Molimo Vas, obratite pažnju na važno upozorenje u vezi sa temama iz oblasti medicine (zdravlja). |